# Jakob von Edessa
Jakob von Edessa (Aramaïsch: ܝܥܩܘܒ ܐܘܪܗܝܐ), (* um 633; † 12. Juni 708 im Kloster Teleda) war ein bedeutender syrischer Gelehrter und christlicher Theologe.

## Leben und Werke
Jakob wurde in der Nähe von Antiochia geboren. In dieser Zeit verlor Byzanz den Großteil seiner östlichen Territorien an die Araber, darunter auch Syrien (siehe Islamische Expansion). In jungen Jahren trat Jakob, welcher der syrisch-orthodoxen Kirche angehörte, in ein Kloster ein und erhielt eine recht umfassende Bildung (unter anderem in Theologie, Philosophie und Griechisch), die er während seines Studiums in Alexandria vertiefen konnte. 684 wurde er Bischof der Stadt Edessa, doch legte er dieses Amt bereits 688 nieder, nachdem seine strenge Amtsführung Widerstand hervorgerufen hatte. Jakob zog sich zunächst in ein Kloster in der Nähe Edessas zurück, unterrichtete dann elf Jahre im Eusebonakloster bei Antiochia, bevor er auch dieses im Streit verließ und sich ins Kloster Tell-’Adda (Τελεδά Teledá) zurückzog. Nach dem Tod Habibs von Edessa sollte er dort erneut Bischof werden, doch starb er kurz darauf.
Jakob war vielseitig gelehrt und ein produktiver Autor, doch sind seine Schriften nicht vollständig erhalten. Jakob übersetzte griechische Werke ins Syrische bzw. überarbeitete diese, darunter Werke des Aristoteles und des Severus von Antiochia; eventuell beabsichtigte er auch eine Übersetzung der Homilien des Gregor von Nazianz. Er arbeitete außerdem an einer syrischen Fassung des Alten Testaments, die er nicht mehr vollenden konnte. Außerdem verfasste er Gedichte (vier sind bekannt, die sich gegen die Nestorianer richten) und schrieb zahlreiche Briefe, von denen einige erhalten sind und seine umfassende Bildung dokumentieren. Auch mit Fragen des Kirchenrechts und philosophischen Themen setzte er sich auseinander. Mehrere Briefe sind an seinen Freund Johannes von Litharb (bei Aleppo) gerichtet, der eventuell eine Chronik verfasste, die Theophilos von Edessa als eine Quelle diente.
Jakob war ebenfalls geschichtlich interessiert und verfasste eine syrische Chronik, die 326 begann und in dem erhaltenen (beschädigten, lückenhaften) Manuskript 630 abbricht. Das erhaltene Fragment basiert wohl nur auf einer Kurzfassung der Chronik, die ursprünglich bis ins späte 7. Jahrhundert reichte und später noch bis 710 fortgesetzt wurde. Es handelte sich bei dem Werk um eine chronologisch-historische Tafel mit Herrscherdaten (persische und römische) und Olympiadenzählung sowie knappen historischen Notizen. Das Werk steht damit ganz in der Tradition der spätantiken christlichen Chroniken. Es stellte anscheinend eine Fortsetzung der Chronik des Eusebios von Kaisareia dar; unklar ist, ob Jakob auch die Zeit davor behandelt hat. Jakobs Chronik wurde auch von nachfolgenden syrischen Chronisten herangezogen.
Jakob genoss aufgrund seiner Gelehrsamkeit und seiner breit gefächerten Interessen, die sich in seinen Schriften ausdrückten, immenses Ansehen. Er gilt als der bedeutendste syrische Intellektuelle der mittelbyzantinischen/frühislamischen Epoche und als einer der wichtigsten Gelehrten der christlich-aramäischen Tradition.

## Bibliografie
- Dirk Kruisheer, Lucas van Rompay Hugoye: A Bibliographical Clavis to the Works of Jacob of Edessa. In: Hugoye. Journal of Syriac Studies. Band 1, Nr. 1, 1998, S. 35–56 (englisch, bethmardutho.org [abgerufen am 11. April 2017] Revidierte und erweiterte Fassung in: Bas ter Haar Romeny (siehe unten) 265–293.).